# Wang Lili
Wang Lili, född 8 september 1992, är en kinesisk basketspelare. 
Wang deltog vid olympiska sommarspelen 2020 och var en del av Kinas lag som tog brons i tremannabasket.